# João Vieira de Carvalho
João Vieira de Carvalho, o primeiro barão, conde e Marquês de Lajes (Olivença, Portugal, 16 de novembro de 1781 — 1 de abril de 1847) foi um engenheiro, militar e político brasileiro.
Filho do Tenente-General João Vieira de Carvalho e de Joana Vicência da Silva, pai de Alexandre Manuel Vieira de Carvalho, 2.º Conde de Lajes. Sentou praça em 1796, em 1801 era alferes. Estudou no Colégio dos Nobres, tendo se destacado em matemática.

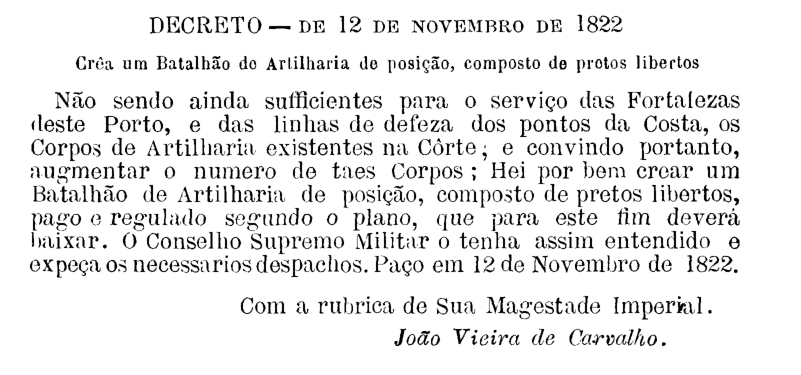
Como titular do Ministério da Guerra assinou o decreto imperial de criação do Batalhão Militar de Negros Libertos.

## Biografia
Participou da Guerra Peninsular, após a conquista francesa partiu para o Brasil. Como sargento-mor partipou das campanhas no Uruguai de 1811 e 1812 e da Guerra contra Artigas além da batalha do prata. Após seus feitos na Batalha de Catalão foi promovido a tenente-coronel.
Em 1821 foi nomeado diretor da colônia de Nova Friburgo (cargo que não exerceu)
Foi ministro da Guerra em 28 de outubro de 1822. Em 1824 foi promovido a brigadeiro, sendo também agraciado oficial da Imperial Ordem do Cruzeiro. Foi promovido a marechal em 1827 e elevado de barão a conde em 1828. Membro do Partido Conservador, foi hostilizado pela imprensa, até a queda de D. Pedro I.
Em 5 de abril de 1831 retornou à pasta da Guerra (a qual ocupou por nove vezes), ministério este que só durou dois dias, até a abdicação de D. Pedro I. Foi ainda nomeado ministro da Guerra em duas outras oportunidades, 1 de novembro de 1836 e 16 de maio de 1839.
Defensor da maioridade de D. Pedro II, recebeu na sua coroação a grã-cruz da Imperial Ordem de Avis. Em 9 de abril de 1845 foi elevado a marquês.
Foi senador do Império do Brasil de 1829 a 1847, pela província do Ceará, tendo sido seu presidente de 1844 a 1846.
Foi grão-mestre da Loja Maçônica São Pedro de Alcântara, além de, depois da morte de José Bonifácio de Andrada, ter sido nomeado soberano grande comendador. Conselheiro de Estado em 1826, era Fidalgo Cavaleiro da Casa Imperial, grã-cruz da Imperial Ordem de São Bento de Aviz e oficial da Imperial Ordem do Cruzeiro.
Como ministro da Guerra, foi responsável pelo estabelecimento da Fábrica de Pólvora da Estrela e comandante do Forte de São João (RJ).